# Programme of Activities

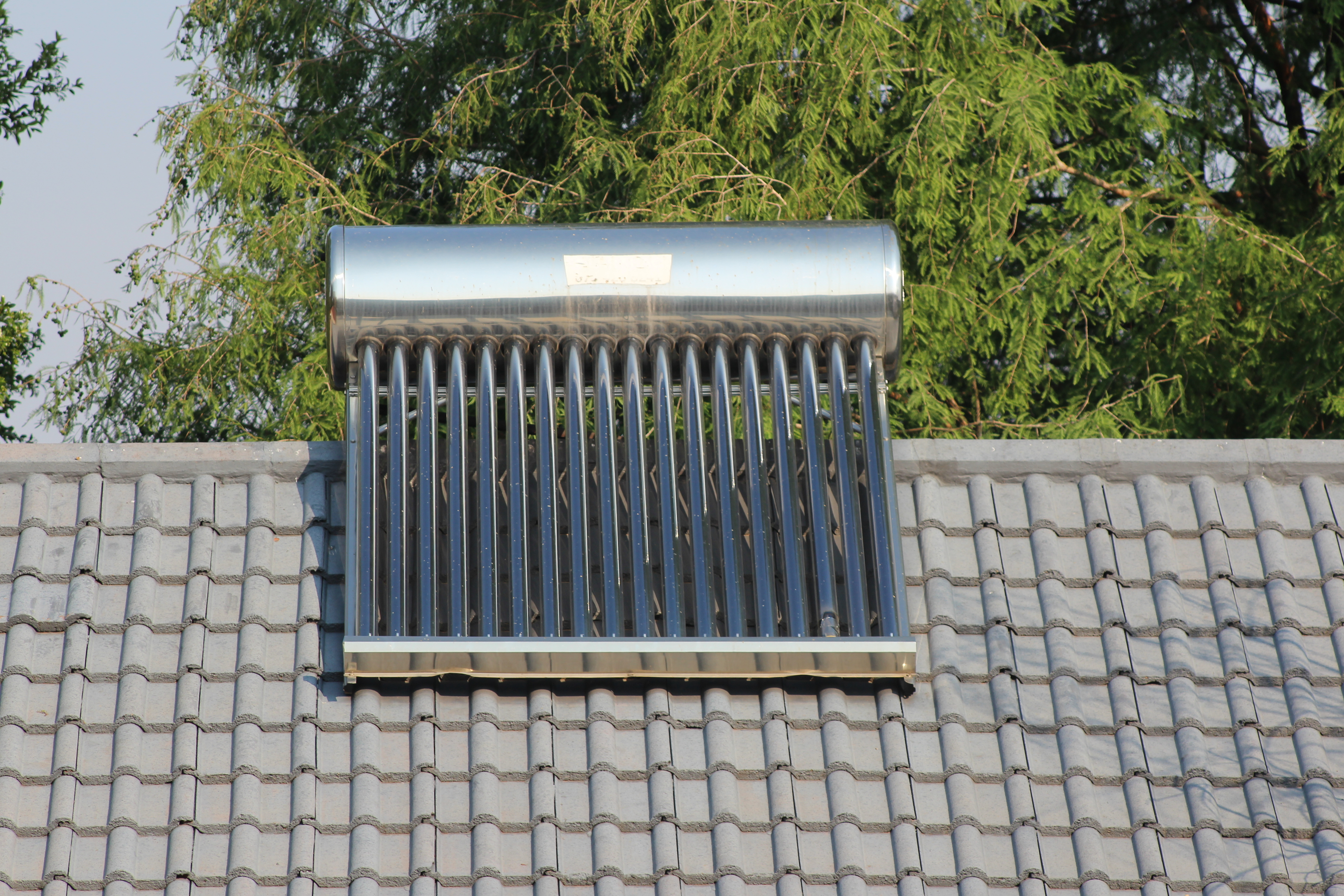
Solarwarmwasserbereiter sind ein Beispiel für die Verwendung von Aktivitätsprogrammen (Johannesburg, Südafrika 2016)

Ein Programme of Activities (PoA) ist eine Art der Projektdurchführung im Rahmen der beiden projektbasierten Mechanismen des Kyoto-Protokolls „Mechanismus für umweltverträgliche Entwicklung“ (CDM: Clean Development Mechanism) und „Gemeinschaftsreduktion“ (JI: Joint Implementation).

## Funktion und Charakteristika eines PoA
Ein PoA ist ein Klimaschutzprogramm, das sich aus einer Vielzahl einzelner Klimaschutzmaßnahmen zusammensetzen kann. Dabei muss nur das übergreifende Programm die üblichen CDM/JI-Genehmigungsverfahren durchlaufen, nicht jedoch die einzelnen Maßnahmen, die unter dem Dach des Programms stattfinden. Die Größe des Programms und die Einzelprojekte müssen zum Zeitpunkt der Registrierung nicht feststehen, wodurch dem PoA während der Projektlaufzeit weitere Programmaktivitäten hinzugefügt werden können. Durch diese Vereinfachung und die Kombination mehrerer Einzelmaßnahmen können insbesondere kleinere und geografisch stark verteilte Maßnahmen, z. B. Effizienzmaßnahmen und dezentrale erneuerbare Energien-Anlagen, durch CDM und JI erreicht werden, die für sich genommen nicht groß genug wären, um die Transaktionskosten als einzelne Projekte unter dem CDM oder JI tragen zu können.

## PoAs unter dem CDM
Die Einführung von PoAs im CDM (programmatischer CDM) ist eng mit dem Ziel verbunden, bestehenden Unzulänglichkeiten des CDM entgegenzuwirken. So soll der CDM mithilfe von PoAs zum einen in bisher vernachlässigte Sektoren wie Energieeffizienz, Verkehr und Erneuerbare Energien vorstoßen und verstärkt die Energienutzung adressieren. Da der programmatische CDM somit auch für kleinere Entwicklungsländer geeignet ist, die bisher nur in geringem Maße vom CDM profitieren konnten, wird somit auch versucht, die ungleiche geografische Verteilung von CDM-Projekten abzumildern.

### Zentrale Bestandteile eines CDM-PoA
Bei PoAs unter dem CDM kann zwischen der Programmebene und der Ebene der Programmaktivitäten (CPA-Ebene) unterschieden werden:
a) Programm-Ebene (PoA-Ebene)
Auf dieser Ebene werden die organisatorischen, finanziellen und methodologischen Rahmenbedingungen durch die sog. Coordinating Entity definiert, die beispielsweise eine Regierungsbehörde, eine Nichtregierungsorganisation (NGO) oder ein Unternehmen sein kann. Sie beantragt und koordiniert das PoA und ist für die Kommunikation mit dem CDM-Exekutivrat verantwortlich. Die Laufzeit eines PoA ist auf max. 28 Jahre festgelegt.<
b) Programmaktivitäten-Ebene (CPA-Ebene)
Der Programmebene untergeordnet ist die Ebene der Programmaktivitäten, auf der die tatsächlichen Emissionsreduktionen durch mehrere CDM Programme Activities (CPAs) erzielt werden. CPAs können sowohl Einzelmaßnahmen als auch Maßnahmenbündel sein, die entweder an einem einzelnen Ort oder an diversen Orten umgesetzt werden.
Da unter bestimmten Bedingungen die Verwendung verschiedener Baseline und Monitoring-Methoden unter einem PoA gestattet ist, können zudem unterschiedliche Maßnahmen und Technologien, wie z. B. Energieeffizienz und erneuerbare Energien kombiniert werden. Die mit der Prüfung des PoAs beauftragte Prüfgesellschaft (Designated Operational Entity - DOE) ist für das Hinzufügen weiterer CPAs zuständig, deren Laufzeit wie bei herkömmlichen CDM-Projekten entweder 10 Jahre (nicht verlängerbar) oder 7 Jahre (zweimal verlängerbar) beträgt.

### Historische Entwicklung der Einführung von PoAs im CDM
Auf der ersten Vertragsstaatenkonferenz im Jahr 2005 beschlossen die Mitgliedstaaten des Kyoto-Protokolls, dass verschiedene Projektaktivitäten unter einem Programme of Activities als ein einzelnes CDM Projekt registriert werden können.
Der für die Durchführungsregelung von CDM-Projekten zuständige CDM-Exekutivrat (CDM Executive Board) legte auf seiner 32. Sitzung im Juni 2007 die grundlegenden Bestimmungen für die Registrierung von PoAs fest und definierte die Vorgaben für die Ausschüttung der generierten Klimaschutzzertifikate. Auf seiner 36. Sitzung im November 2007 genehmigte der CDM-Exekutivrat die offiziellen Formulare zur Erstellung der Projektdokumentation (Project Design Documents – PDDs), auf deren Grundlage über die Zulassung der Projekte entschieden wird.

### Abgrenzung von CDM-Projektbündeln
Eine dem PoAs verwandte Art der Projektdurchführung ist die Bündelung von mehreren CDM-Projektaktivitäten unter einem einzelnen CDM-Projekt. Durch die Bündelung können die betroffenen Projekte unter anderem gemeinsame Validierung- und Zertifizierungsberichte (vergleiche GRI) verwenden und somit ihre Transaktionskosten reduzieren. Projektbündel unterscheiden sich insofern wesentlich von PoAs, als bei der Bündelung von Projekten bereits zum Zeitpunkt der Registrierung feststehen muss, welche Aktivitäten zu dem Bündel gehören. Ein nachträgliches Hinzufügen von weiteren Projekten wie bei PoAs ist somit nicht möglich.

## PoAs unter JI
Unter dem Kyoto-Mechanismus „Gemeinschaftsreduktion“ (JI: Joint Implementation) bestehen grundsätzlich zwei Möglichkeiten für die Durchführung von Klimaschutzprojekten: Während unter Track I die Durchführungsregeln von den einzelnen Gastgeberländern definiert werden und das JI-Projekt ohne Beteiligung eines internationalen Organs durchgeführt wird, muss unter Track II ein gemeinsames Regelwerk befolgt und ein internationales Organ, das JISC (Joint Implementation Supervisory Committee) beteiligt werden. Damit ähnelt die Durchführung unter Track II stärker dem Projektverlauf von CDM-Projekten.
Die Durchführung von JI-PoAs ist unter beiden Tracks möglich. Da die Durchführungsregelungen von PoAs unter Track I von den einzelnen JI-Gastgeberländern definiert werden, wird im Folgenden nur auf die Durchführung unter Track II eingegangen.

### Zentrale Bestandteile eines JI-PoA unter Track II
Analog zu den Bestandteilen eines PoA unter dem CDM gibt es auch bei einem JI-PoA zwei Ebenen: die Programmebene und die Programmaktivitätenebene.
a) Programmebene (PoA-Ebene)
Das JI-PoA bildet den Rahmen, in dem die Coordinating Entity die Bedingungen für das Erreichen eines festgelegten Ziels oder das Umsetzen einer Policy festlegt. Im Gegensatz zu CDM-PoAs ist die Laufzeit von JI-PoAs allerdings nicht festgelegt.
b) Programmaktivitätenebene (JPA-Ebene)
Auf einer der Programmebene untergeordneten Ebene sind mehrere JI Programme Activities (JPAs) angesiedelt, in denen die tatsächlichen Emissionsreduktionen erzielt werden. Während der Laufzeit des JI-PoAs kann die Coordinating Entity dem Programm weitere JPAs hinzufügen.

### Historische Entwicklung der Einführung von PoAs in JI
Angelehnt an die Entwicklung im CDM wurden JI-PoAs zunächst im Track I entwickelt, insbesondere von Deutschland. Darauf aufbauend wurden die Verfahren für die Durchführung von JI-PoAs unter Track II vom JISC auf seiner 18. Sitzung im Oktober 2009 festgelegt und können seit Dezember des gleichen Jahres angewandt werden.

## Derzeitiger Stand von PoAs
Am 31. Juli 2009 wurde das erste CDM-PoA registriert. Seither hat der CDM Exekutivrat zehn weitere Programme registriert. Weitere 110 befinden sich derzeit noch im Validierungsprozess (Stand: September 2011). Die Entwicklung von JI-PoAs liegt demgegenüber deutlich zurück. Neben 22 JI-PoAs unter Track I, die alle in Deutschland durchgeführt werden, befinden sich in der globalen JI-Pipeline bisher nur zwei PoAs unter Track II.